# هيا وبناتها (مسلسل)
هيا وبناتها (هيا وفلذات كبدها سابقاً) هوَ مسلسل تلفزيوني كويتي أُنتج وعُرضَ بعام 2020 من تأليف محمد عدنان الربيعان وإخراج خالد راضي الفضلي.

## قصة المسلسل
تجبر عائلة هيا ابنتهما على الزواج من مسن لتتستر على فضيحة طالتها منذ زمن بعيد، ولكن يأب القدر أن تنطوي الأحداث على ذلك حيث تمر السنوات ويموت الزوج وتجد هيا نفسها وحيدة لرعاية بناتها ومحاولة إخماد نيران الماضي.

## تغيّر اسم
كان المسلسل يحمل اسم «هيا وفلذات كبدها» ولكن في مطلع شهر نوفمبر عام 2019م قرر طاقم المسلسل تبديل اسم المسلسل ليصبح بعد ذلك يحمل اسم «هيا وبناتها».

## انتقادات
من الرغم ان المسلسل بشكل عام قد حقق مشاهدة جيدة وتفاعل كبير بين رواد السوشال ميديا، إلا أنه بعد عرض الحلقة التاسعة والعشرين مساء يوم 22 مايو عام 2020م تعرض لـ انتقادات كبيرة بعدما عرض مشهد جمع بين رجل وزوجته يدعون ب (عيسى وحنان) انتهى  بالطلاق، وهاجم الجمهور العربي بدوره طاقم المسلسل بسبب هذا المشهد، واتهموهم بـ اضطهاد المرأة ونشر التصرفات المسيئة للمرأة والتي تعيق حريتها.

## طاقم العمل
| اسم الفنان/ة      | اسم الشخصية   | دوره في العمل                         |
| ----------------- | ------------- | ------------------------------------- |
| باسمة حمادة       | هيا / غنيمة   | ام شيخة / اخت هيا ووسمية              |
| هند البلوشي       | شيخة          | البنت الاولى                          |
| ريم ارحمة         | ريم           | البنت الثانية                         |
| إيمان فيصل        | سارة          | البنت الثالثة                         |
| صمود الكندري      | انفال / مشاعل | مشاعل بنت الرابعة / انفال بنت الخامسة |
| مشاري البلام      | مشعل          | زوج وسمية                             |
| احلام حسن         | وسمية         | اخت هيا زوجة مشعل                     |
| خالد الصراف       | صالح          | ابن مشعل الاولى                       |
| حسين الكندري      | سالم          | ابن مشعل الثاني                       |
| دلع السعدي        | دلع           | بنت مشعل الثالثة                      |
| عبدالعزيز بهبهاني | عيسى          | عم بنات هيا                           |
| مي عبدالله        | حنان          | زوجة عيسى                             |
| حسين العماري      | يوسف          | ابن عيسى                              |
| الغالية           | الغالية       | ابنة عيسى                             |
| خالد بوصخر        | منصور         | صديق شيخة                             |
| عبدالله الفريح    | أبو مشعل      | اب مشعل                               |
| نجاح الخطيب       | عادل          | عم بنات هيا                           |
| عباس خليفي        | دكتور فهد     | زوج شيخة                              |
| فرحان هلال        | بدر           | عم بنات هيا                           |
| منى مكي           | فاطمة         | صديقة مشاعل                           |
| عذاري             | موضي          | ام فاطمة                              |